# Pseudorsidis griseomaculatus
Pseudorsidis griseomaculatus là một loài bọ cánh cứng trong họ Cerambycidae.